# Kazuo Miyagawa
Kazuo Miyagawa (宮川 一夫, Miyagawa Kazuo, 25 de febrer de 1908 - 7 d'agost de 1999) va ser un aclamat director de fotografia japonès.
Miyagawa és més conegut pels seus plans de seguiment, en particular els de Rashōmon (1950), la primera de les seves tres col·laboracions amb el preeminent cineasta Akira Kurosawa.
També va treballar en pel·lícules dels importants directors Kenji Mizoguchi, Yasujirō Ozu i Kon Ichikawa, com ara Ugetsu Monogatari (Els contes de la lluna pàl·lida després de la pluja, 1953), Ukikusa (Herbes flotants, 1959) i el documental de 1965 Olimpíades de Tòquio (東京オリンピック Tōkyō Orinpikku), respectivament.
Miyagawa és considerat l'inventor de la tècnica cinematogràfica coneguda com bleach bypass (literalment transició de lleixiu, una tècnica de la que en resulta una imatge en blanc i negre sobre una imatge en color), per a la pel·lícula d'Ichikawa El seu germà.